# Mrika
A Mrika (az albán Mëri női név becézett alakja) az albán zenetörténet első operája, Prenk Jakova 1958. december 1-jén Llazar Siliqi librettójával a shkodrai Migjeni Színházban bemutatott műve. Az alkotást a klasszikus-romantikus irányultság jellemzi, a szerző az albán népzene elemeit is felhasználta. A négyfelvonásos mű első színpadi rendezője Kristaq Antoniu volt. Háromfelvonásos változatát 1959. november 26-án Tiranában (Teatrit të Operas dhe Baletit në Tiranë) is bemutatták. Az alapmű a Fény Albániában (Drite mbi Shqipëri) című munka volt. A szerző többek között dalokkal, táncokkal, kórusművekkel, áriákkal gazdagította, nemzeti operává téve.

## A mű keletkezése
Az opera létrehozása 1956-ban kezdődött, Jakova zongorán játszotta el a dallamokat, majd a megírt részleteket kipróbálta vezető énekesekkel, amatőrökkel. 1958 májusában megkezdődött az opera színpadra állításának munkája. Az énekesek, a kórus, a táncosok, a szimfonikus zenekar nagyon lelkesen és kitartóan dolgozott, és nagyon bíztak a cél elérésében. Mrika szerepét Klotilde Shantoja szoprán énekesnő alakította. 
A próbákat a város Kulturális Házában, a Migjeni Színházban tartották. 1958. november 27-én került sor a főpróbára. 1958. december 1-jén mutatták be az operát, hatalmas sikerrel.
Enver Hoxha elősegítette, hogy később Tiranában is bemutassák az operát. Az albán vezetés és a diplomáciai testület nagy részével együtt ő is megtekintette az előadást.
Az opera létrejöttének és bemutatásának nagy visszhangja volt Albánián kívül is, például Olaszországban, Svédországban, Csehszlovákiában. Ezekből az országokból a szerzőhöz számos gratuláló levél és távirat érkezett.
Az első albán operának a sikere után Enver Hoxha, az Albán Munkapárt első titkára megbeszélést folytatott Prenk Jakovával, és elmondta neki, hogy egy új operát vár tőle Szkander bégről. A teljhatalmú diktátor szavai után a szerző azt válaszolta:„Enver elvtárs, az operamunka nem olyan, mint a kenyér, amit beleteszel a sütőbe, és kész, amikor akarod.” A válasz után Enver Hoxha nevetni kezdett, és elrendelte, hogy Prenk Jakova minden kívánságát teljesítsék annak érdekében, hogy színpadra állítsa az új operát.

## A cselekmény
A Mrika opera eseményei az 1950-es években zajlanak Albániában, egy csinos lány és családja életét írják le lírai és drámai elemekkel.

## Fordítás
- Ez a szócikk részben vagy egészben  a   Mrika című albán Wikipédia-szócikk ezen változatának fordításán alapul.  Az eredeti cikk szerkesztőit annak laptörténete sorolja fel. Ez a jelzés csupán a megfogalmazás eredetét és a szerzői jogokat jelzi, nem szolgál a cikkben szereplő információk forrásmegjelöléseként.